# San Miguel de Salinas
San Miguel de Salinas – gmina w Hiszpanii, w prowincji Alicante, we wspólnocie autonomicznej Walencja, o powierzchni 54,85 km². W 2011 roku liczyła 7602 mieszkańców.